# 21287 Santa-Lucia
21287 Santa-Lucia è un asteroide della fascia principale. Scoperto nel 1996, presenta un'orbita caratterizzata da un semiasse maggiore pari a 2,208839 UA e da un'eccentricità di 0,085261, inclinata di 1,529901° rispetto all'eclittica.